# Joan Berenguer de Masdovelles
Joan Berenguer de Masdovelles (l'Arboç, ? – l'Arboç?, post. 1476) fou un poeta renaixentista en llengua catalana que residí a Barcelona i Tarragona.
Pertanyia a la petita noblesa del Penedès, i estigué vinculat al rei Joan II. Era nebot del poeta Guillem de Masdovelles, de qui heretà els drets sobre la població de l'Arboç. És autor d'una producció lírica abundant: cent vuitanta composicions entre 1440 i 1475, reunides, juntament amb les obres del seu oncle Guillem de Masdovelles i d'altres poetes coetanis amb qui es va relacionar, en el seu cançoner personal, autògraf, que es coneix com a Cançoner dels Masdovelles (o, més pròpiament, Cançoner de Joan Berenguer de Masdovelles). Entre 1438 i 1467 (anys extrems de les poesies datables), va traduir al català la cançó “Le temps presens de guaya primavera”, escrita en occità pel seu oncle Guillem de Masdovelles al final del segle xiv o al principi del xv. La traducció (“Lo temps present de bella primavera”) palesa una molt precisa consciència de la distància entre el català poètic del segle xv i l'occità.